# Округ Коламбус (Северна Каролина)
Округ Коламбус (енгл. Columbus County) је округ у америчкој савезној држави Северна Каролина.

## Демографија
По попису из 2010. године број становника је 58.098, што је 3.349 (6,1%) становника више него 2000. године.
| Група             | 2000.          | 2010.          |
| Белци             | 34.380 (62,8%) | 35.068 (60,4%) |
| Афроамериканци    | 16.934 (30,9%) | 17.713 (30,5%) |
| Азијати           | 123 (0,2%)     | 154 (0,3%)     |
| Хиспаноамериканци | 1.269 (2,3%)   | 2.662 (4,6%)   |
| Укупно            | 54.749         | 58.098         |